# Taraxacum laciniosum
Taraxacum laciniosum — вид квіткових рослин з родини айстрових (Asteraceae). Вид зростає в Європі: Естонія, Латвія, Європейська Росія, Данія, Фінляндія, Німеччина, Велика Британія, Нідерланди, Норвегія, Польща, Швеція; це багаторічна рослина помірних біомів.